# Катастрофа Ан-26 под Ключами (1983)
Катастрофа Ан-26 под Ключами — авиационная катастрофа, произошедшая в пятницу 6 мая 1983 года в районе посёлка Ключи (Камчатская область) с самолётом Ан-26 авиации РВСН, при этом погибли 35 человек.

## Катастрофа
Близился праздник День Победы (9 мая), поэтому лётчики старались успеть выполнить до него все необходимые полёты. Ан-26 84-го отдельного смешанного авиационного полка Ракетных войск стратегического назначения выполнял перелёт в Ключи, что расположен у полигона Кура. Его экипаж состоял из 6 человек, а командиром был Василий Макаров. На борту находился 31 пассажир — 27 новобранцев и сопровождающие. Это был один из двух самолётов, следовавших из Магадана (по некоторым данным один из них был на самом деле из Читы) в Ключи, причём первый доставлял пополнение личного состава, а второй — оборудование. В самих Ключах в это время стояла ночь и шёл сильный снегопад. Заходя на посадку в условиях обледенения и попутного ветра, экипаж опустился под облачность, при этом оказался левее продолжения оси ВПП и на опасно малой высоте. Штурман (Горбачёв Г. А.) тут же закричал: Командир, вверх! Вверх!. Экипаж увеличил режим двигателей и попытался довернуть вправо, чтобы выйти на полосу, но данный манёвр привёл к потере высоты. Воздушный винт правого двигателя зацепил верхушки деревьев и автоматически зафлюгировался. Так как левый двигатель продолжал работать во взлётном режиме, то дисбаланс тяги привёл к увеличению правого крена и дальнейшему снижению. Правая плоскость врезалась в строение метеостанции аэродрома и разрушилась. Перелетев расположенный за постройкой овраг, Ан-26 врезался в землю, разрушился и загорелся. Катастрофа произошла всего в двух сотнях метров от казарм, поэтому достаточно быстро на место прибыли военные, которые прорубили в задней части фюзеляжа отверстие и через него вытащили несколько человек. Всего в катастрофе погибли 35 человек: весь экипаж и 29 пассажиров. Выжили только два новобранца (в некоторых источниках указывается о четырёх выживших, то есть всего на борту было 35 пассажиров). Встречаются данные о 25 погибших пассажирах, а также что выжил один из членов экипажа — бортмеханик.